# Canthidium bituberifrons
Canthidium bituberifrons là một loài bọ cánh cứng trong họ Bọ hung (Scarabaeidae).